# José Fernández Espino

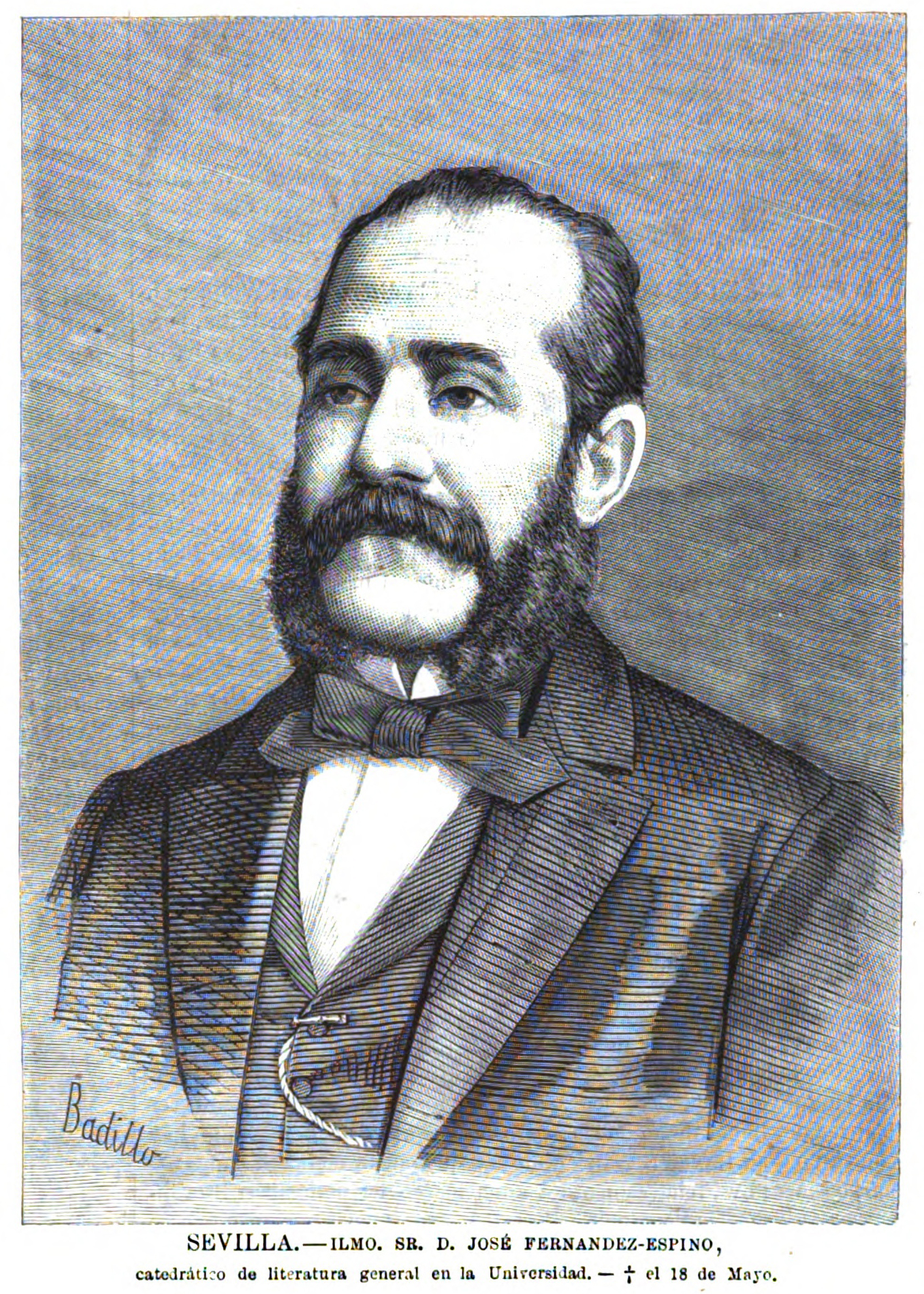
Retrato de José Fernández Espino

José Fernández Espino (Alanís, c. 1816-Sevilla, 1875) fue un escritor, político y profesor español, diputado a Cortes durante el reinado de Isabel II.

## Biografía
Nació el 28 de mayo de 1810 o el 27 de mayo de 1816 en la localidad sevillana de Alanís. Catedrático y literato, fue presidente de la Academia de Buenas Letras de Sevilla y miembro correspondiente de la Real Academia Española. Colaborador en varias publicaciones literarias de Andalucía y Madrid, falleció el 18 de mayo de 1875 en Sevilla. Fue varias veces diputado a Cortes por Sevilla durante el reinado de Isabel II.